# Nastassia Kalina
Nastassia Kalina (en bielorruso: Настасся Калина; en ruso: Анастасия Калина, Anastasiya Kalina; Pskov, 1 de septiembre de 1989) es una deportista bielorrusa que compitió en biatlón. Ganó dos medallas en el Campeonato Europeo de Biatlón de 2014, oro en la prueba por relevos y plata en la individual.

## Palmarés internacional
| Campeonato Europeo | Campeonato Europeo           | Campeonato Europeo | Campeonato Europeo |
| Año                | Lugar                        | Medalla            | Prueba             |
| ------------------ | ---------------------------- | ------------------ | ------------------ |
| 2014               | Nové Město (República Checa) | Medalla de oro     | Relevo             |
| 2014               | Nové Město (República Checa) | Medalla de plata   | Individual         |